# Zulgo (peuple)
Pour les articles homonymes, voir Zulgo.
Les Zulgo sont une population d'Afrique centrale vivant à l'extrême nord du Cameroun. Ils font partie du groupe kirdi.

## Ethnonymie
Selon les sources et le contexte, on observe quelques variantes : Mineo, Minew, Sulgo, Zelgo, Zelgwa, Zoulgo, Zoulgos, Zulgo-Gemzek, Zulgos, Zulgwa.

## Langues
Leur langue est le zulgo (ou zulgo-gemzek), une langue tchadique, dont le nombre de locuteurs était estimé à 26 000 en 2002. Le peul est également utilisé.